# Garrett Hedlund
Garrett John Hedlund (* 3. září 1984 Roseau, Minnesota) je americký herec známý svou rolí ve filmu Troja.

## Životopis
Narodil se v malém městečku Roseau jako nejmladší dítě Roberta Martina Hedlunda a Kristine Anne Yanishové. Má dva starší sourozence: sestru Amandu a bratra Nathaniela. Společně se svou rodinou žil na farmě. Jeho se rodiče rozvedli, když byl ještě malý a jeho matka a sestra se odstěhovali do Arizony. Když mu bylo patnáct let, odstěhoval se do Arizony také. Zde chodil na Horizont High School v severním Phoenixu, kde se dostal k bruslení, wrestlingu a fotbalu. Před tím, než se stal hercem, pracoval jako model pro L. L. Bean a Teen Magazine. Po dokončení střední školy (ve svých devatenácti letech) se přestěhoval do Los Angeles, kde se začal intenzivně věnovat herectví.

## Kariéra
Jeho prvním filmem byl film The Original Donut Chronicles. Druhým byl historický velkofilm Troja (2004), kde si zahrál roli Patrokla (bratrance slavného Achillea), po boku Brada Pitta, Orlanda Blooma, Petera O'Toolea nebo Seana Beana. Tento film byl startem Garrettovy kariéry.
Po Troje přišly další filmy. Zahrál si ve filmu Světla páteční noci, kde ztvárnil mladého fotbalistu a hrál po boku svého dětského hrdiny Tima McGrawa. Další rolí se stal Jack Mercer ve filmu Čtyři bratři, kde si zahrál s Markem Wahlbergem, Tyresem Gibsonem a André Benjaminem.
V roce 2006 hrál ve fantasy velkofilmu Eragon podle románu Christophera Paoliniho. V tomto filmu Garrett ztvárnil tajemného Murtagha.
Film Georgia Rule, hrál s mladou herečkou Lindsay Lohanovou a s Felicity Huffmanovou. Další jeho filmem je snímek Death Sentence a roku 2010 film Tron: Legacy 3D.
Další filmy, na které se s Garrettem můžeme těšit, je například Síla country (Country Strong), kde ztvárnil vedlejší roli country zpěváka po boku Gwyneth Paltrowové a podruhé znovu s Timem McGrawem nebo On The Road (Na cestě), jenž byl natočen podle knihy Jacka Kerouaca.

## Filmografie
- Na cestě (2012)
- Country Strong (2010)
- Tron: Legacy (2010)
- Death Sentence (2007)
- Georgia Rule (2007)
- Eragon (2006)
- Čtyři bratři (2005)
- Světla páteční noci (2004)
- Troja (2004)
- The Original Donut Chronicles (2003)
- Tron: Legacy (2010)
- Nezlomný (2014)
- Pan (2015)